# ホアハオ教
ホアハオ教（ホアハオきょう、ベトナム語：Đạo Hòa Hảo / 道和好）は、ベトナムの仏教系新宗教である。

## 概説
1939年、教祖のフイン・フー・ソー（黄富楚：1919年 - 1947年）がメコン・デルタの安江省新州鎮にある和好（ホアハオ）村で創立した。正式な名称はホアハオ仏教（ベトナム語：Phật giáo Hòa Hảo / 佛教和好）だが、教祖であるソーの生地の名前を取ってホアハオ教と呼び習わすことが多い。ソーは病人を治す術があると信じられ、メコン・デルタでは50万人の信者をもつといわれるほど急拡大し、仏印進駐の際には日本軍を歓迎した。ソーが1947年にベトミン（ベトナム独立同盟会）に殺害されたこともあって、インドシナ戦争、ベトナム戦争を通じて反共主義を貫いた。このためベトナム統一後は圧迫を受けたが、近年のドイモイ（刷新）政策の一環によって布教も公に認められるようになり、現在では100万から300万の信者がいると言われている。
19世紀頃、メコン・デルタで信仰を集めていた仏教の一派であるブ・ソン・キ・フォン教（宝山奇香教）の影響が濃く、教義としては仏教を基礎に置くものの『人』となるべく修行するために仏法の修行を位置付けるところは儒教の影響が濃い。また先祖供養や仏と共に自然の神を祀る「トン・ティエン＝通天」の祭壇を崇めるなど土着宗教と融合している側面もある。寺院に僧侶を置かず、仏像の代わりに紫色の布を信仰の対象とするのもホアハオ教の特徴である。

## 画像

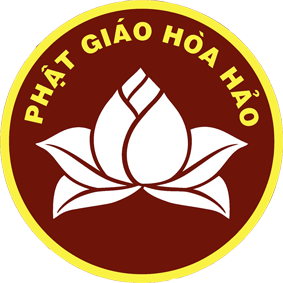
ホアハオ教のシンボル
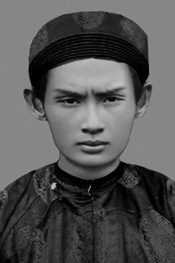
教祖のフイン・フー・ソー
ホアハオ教団の民兵が用いた旗（1939年 - 1975年）
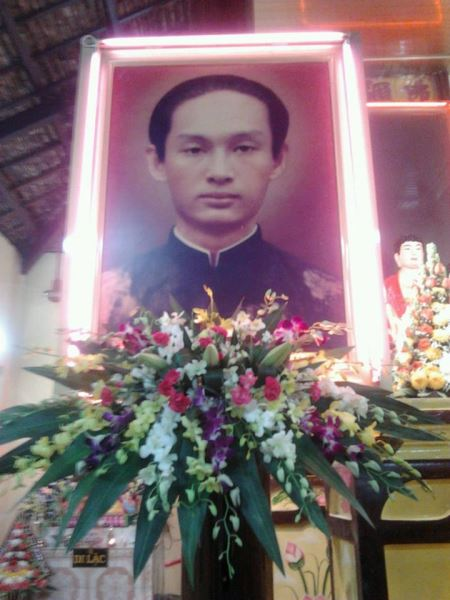
祭壇に飾られているフイン・フー・ソーの肖像
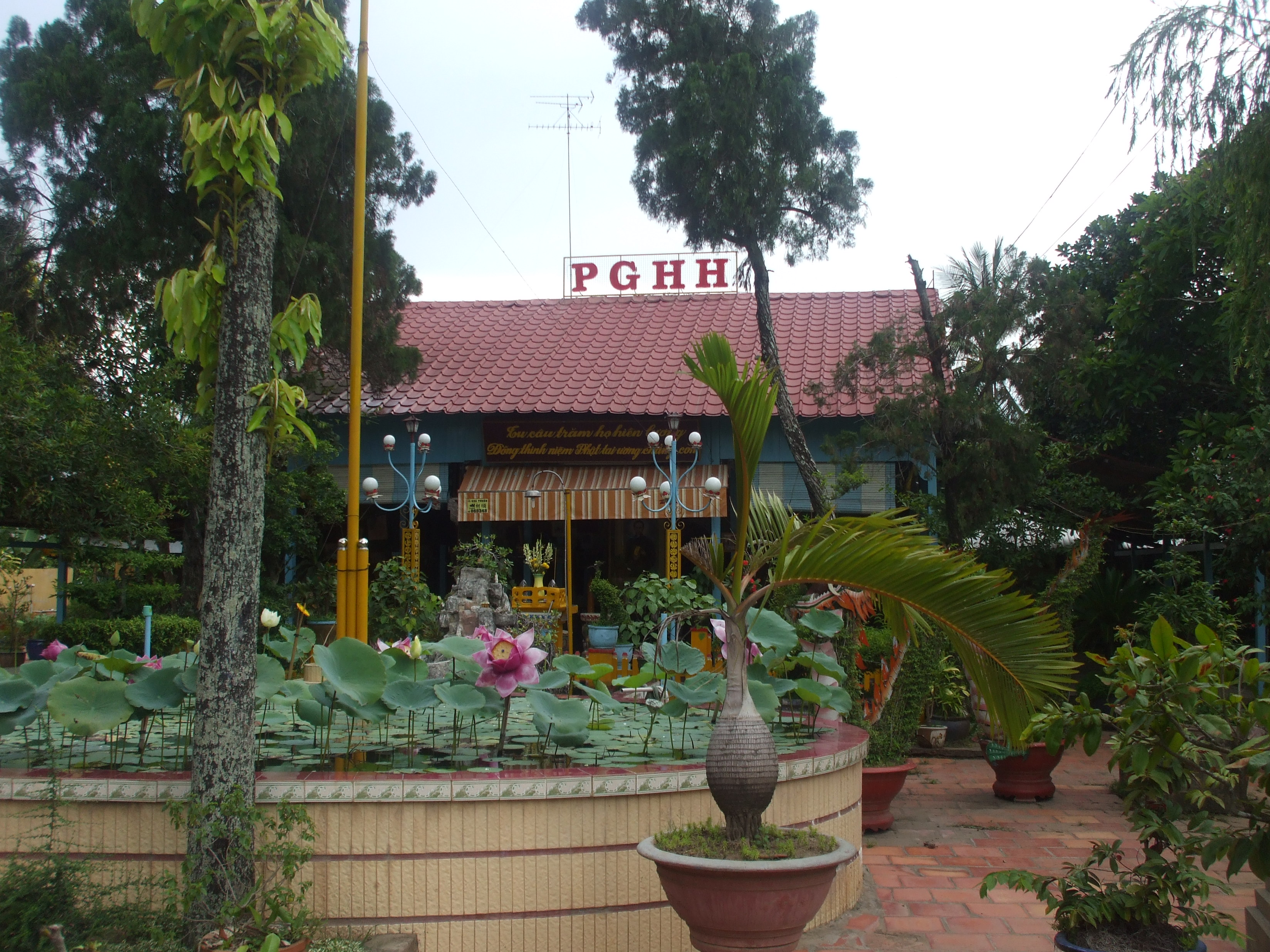
ホアハオ教の寺院とパゴダ（仏塔）